# Hog's Back Bridge
Hog's Back Bridge – asymetryczny most obrotowy położony nad Kanałem Rideau w Ottawie, w Kanadzie. Zawiera trzy pasy ruchu Hog's Back Road oraz chodnik. Most jest obracany w porze letniej, gdy chcą przepłynąć łodzie o wysokości przekraczającej 2,7 m.